# Umberto Ambrosoli
Umberto Ambrosoli (Milano, 10 settembre 1971) è un avvocato e saggista italiano, autore del libro Qualunque cosa succeda, sulle vicende del padre Giorgio Ambrosoli, assassinato nel 1979.

## Biografia
Umberto Ambrosoli ha conseguito la maturità classica presso il liceo serale di Milano e si è laureato in giurisprudenza all'Università degli Studi di Milano con una tesi dal titolo «La criminalità informatica nel sistema bancario italiano – Profili criminologici», divenendo poi avvocato penalista specializzato nel diritto penale dell'economia. È sposato e ha tre figli. È stato nominato dalla Banca d'Italia in tre comitati di sorveglianza in procedure di rigore relative ad istituiti e società lombarde, nonché dal Tribunale di Bergamo come Rappresentante comune degli obbligazionisti in relazione ad una emissione obbligazionaria triennale di un primario istituto di credito.
Nel 2009 ha pubblicato il libro Qualunque cosa succeda, che narra la vicenda del padre, l'avvocato Giorgio Ambrosoli, commissario liquidatore della Banca Privata Italiana, assassinato l'11 luglio 1979 da William Joseph Aricò, un sicario assoldato dal banchiere Michele Sindona. Nel 2010 il libro è stato vincitore del premio Tiziano Terzani e, precedentemente, del premio Capalbio. Nel novembre del 2009 ha altresì ricevuto il premio Laureato Benemerito da Algiusmi, l'associazione dei laureati in giurisprudenza dell'Università Statale di Milano. 
Dal 2009 al 2012 è editorialista del Corriere della Sera. Nel 2011 diventa membro del comitato di esperti per lo studio e la promozione di attività finalizzate al contrasto dei fenomeni di stampo mafioso e della criminalità organizzata sul territorio milanese, presieduto da Nando dalla Chiesa. Sempre nel 2011, all'atto di costituzione dell'Associazione Civile Giorgio Ambrosoli, assume la carica di presidente onorario. Nel 2012 diviene Consigliere di amministrazione di RCS SpA.
Nel 2015, con il libro Coraggio, ha vinto il Premio della Fondazione Vincenzo Padula. 
Nel gennaio del 2017 viene nominato Presidente della Banca Popolare di Milano SpA. Nello stesso anno ha contribuito alla realizzazione della serie televisiva "Liberi Sognatori", trasmessa da Mediaset nel gennaio 2018 ed avente ad oggetto quattro storie esemplari di impegno civile (Libero Grassi, Mario Francese, Renata Fonte, Emanuela Loi). Dal 2017 al 2021 cura la rubrica Norme & Tech sul Corriere dell'Innovazione (mensile del Corriere della Sera). Nell'aprile del 2018 viene nominato presidente di Banca Aletti SpA e nel 2019 della Fondazione Banca Popolare di Milano ETS.

### Attività politica
L'8 novembre 2012, raccogliendo l’istanza proveniente da ampi strati dalla società civile lombarda, ha avanzato la propria candidatura alla presidenza della Regione Lombardia nelle elezioni anticipate del 2013 per la lista Patto civico per la Lombardia, sostenuto da una coalizione di movimenti civici e partiti di centro-sinistra (PD, SEL, IdV, PSI).
Il 15 dicembre 2012, a seguito della vittoria alle elezioni primarie regionali con il 57,64% dei voti, è diventato ufficialmente il candidato per il centrosinistra alla presidenza della Lombardia, ottenendo l'appoggio di altre formazioni politiche (Etico a Sinistra che comprende Rifondazione Comunista e il Partito dei Comunisti Italiani, Ecologisti e Reti Civiche - Verdi Europei, Centro Popolare Lombardo, Lombardia con Ambrosoli Presidente, Lombardi Verso Nord).
Alle Elezioni regionali in Lombardia del 2013 Umberto Ambrosoli ottiene il 38,24%, perdendo il confronto elettorale con il candidato del centrodestra Roberto Maroni, eletto Presidente della Regione, che ottiene il 42,81% delle preferenze. Consigliere di opposizione per il Gruppo Patto Civico, siede nella Commissione Sanità e Politiche sociali, nonché nel Comitato Paritetico di Valutazione e Controllo. Il 16 ottobre 2016 si dimette dal ruolo di consigliere regionale. 

## Opere
- Giorgio Ambrosoli: servire lo Stato per scelta di libertà, con Stefano Canestrari, Gherardo Colombo, Egidio Conti, Piercamillo Davigo, Alfredo Giani e Vidmer Mercatali, Ravenna, Girasole, 2005. ISBN 88-7567-459-0.
- Qualunque cosa succeda, Milano, Sironi, 2009. ISBN 978-88-518-0120-5.
- Liberi e senza paura. Cronaca di una candidatura in Lombardia, con Stefano Rolando, Milano, Sironi, 2013. ISBN 978-88-518-0225-7
- Coraggio, Bologna, il Mulino, 2015. ISBN 978-88-152-5795-6.
- Ostinazione Civile, Milano, Guerini e Associati, 2016. ISBN 978-88-6250-540-6
- Diritto all’oblio, dovere della memoria, Milano, Bompiani, 2017. ISBN 9788858776308